# بان ضيق التويجية
بان ضيق التويجية (الاسم العلمي: Moringa stenopetala) هو نوع نباتي يتبع جنس البان من الفصيلة البانية.  